# モンテ・モーロ峠
モンテ・モーロ峠（伊: Passo del Monte Moro）は、ペンニネアルプス山脈のイタリア・スイス国境にある峠。
「モンテ・モーロ」はイタリア語で「ムーア人の山」を意味し、939年にムーア人がザース谷に侵攻したことにちなむ地名とされている。
峠には、金色の大きな聖母像が建立されている。

## 山小屋
- オベルト・マロリーの山小屋 it:Rifugio Gaspare Oberto-Paolo Maroli　(2,796m)
- ザッパ・ザンボニーの山小屋 it:Rifugio Zamboni-Zappa　(2,070m)